# 情報銀行
情報銀行（じょうほうぎんこう）とは、行動履歴や購買履歴といったものを含む個人情報にひも付いたITデータを個人から預託され、他の事業者とのマッチングや匿名化したうえでの情報提供、一元管理する制度、あるいは事業者を指す。データを提供したり活用したことに関して得られた便益は、データを受領した他の事業者から直接的または間接的に個人情報を提供した本人に還元される。

## 概要
Google、Facebook、Amazonといったネットワーク上のサービスには利用者の検索履歴、購入履歴や閲覧したサイトの情報から利用者の関心ごとや消費傾向といったデータをそれぞれの会社に与えることになる。こういった個人情報はモノやサービスの販売を行う企業に莫大な利益を生む可能性がある。事実、インターネット上で行われる広告は、個人の嗜好に合わせることで、20兆円規模に成長した。
こういった個人情報にひもづくデータを特定の企業が独占することに欧州連合（EU）で異が唱えられ、「消費者の個人情報を消費者の手に取り戻す」と消費者本人に自身の情報をコントロールする権利があることを定められた。2018年からは、これを侵した企業に制裁金が科せられる。この考え方を推し進め、個人が現金を銀行に預託するように、情報を預託し「運用」することを想定した制度、あるいは事業者を情報銀行と呼ぶ。
現状でも、メンバーズカードを発行する販売店などでは、顧客の購買履歴を全て把握することが可能であるが、その顧客が別系列の販売店で購入した履歴や自分の販売店で購入しない理由は把握できない。これらを包括的に取り扱う情報は、これまでにない販売戦略を立てるのに役立つ価値を持つ。

## 展開

### 日本
個人情報保護法が平成27年度改正されたことによって、情報銀行の制度が法的に実現可能となった。
日本においては、2016年6月2日に閣議決定された『日本再興戦略2016-第4次産業革命に向けて-』において、ある事業者が収集し管理している個人情報（行動履歴や購入履歴）を、別の事業者でも活用できるようにしようと提言されたことに端を発する。同年9月16日に立ち上げられた「データ流通環境整備検討会」において、議論のテーマの1つとして情報銀行が採択されている。
データ流通環境整備検討会は、以下の分野での利活用が期待されるとしている。
- 観光
- 金融
- 人材
- 農業
- 医療
- 介護
- ヘルスケア

信濃毎日新聞社説では、「日本政府はメリットを強調するが、政府による恣意的な運用などを疑問視する」と報じている。
2017年には富士通、イオンフィナンシャルサービス、オリコムなどによる情報銀行の実証実験が行われた。
2018年7月に総務省はおもてなしICT協議会、日立製作所、JTB、中部電力、三井住友銀行、ユーシーテクノロジを中心とする6グループに情報銀行の実証実験を委託した。これを受け、同年9月には、日立製作所、日本郵便、東京海上日動火災保険などによる実証実験の開始が発表された。実験では運動量や睡眠時間などの生体データ、家電の使用状況などを収集する
。
日本IT団体連盟は情報銀行に参入する企業の審査・認定を行う事業を開始することを発表している。
2021年7月、三菱UFJ信託銀行が情報銀行サービス「Dprime」のメディア発表会を開催。ブランドアンバサダーに元サッ
カー日本代表で実業家である中田英寿氏就任が就任する。

### EU
欧州連合 (EU)では2018年よりEU一般データ保護規則が施行され、データが個人のものであることを明確化するとともに、個人データを扱う管理者に義務と、違反した場合の罰則を課している。